# 陈亦侯旧居
陈亦侯旧居是清朝末代举人，盐业银行北京分行襄理，盐业银行天津分行经理，开滦矿务局董事和恒源纱厂董事陈亦侯在天津的旧居，始建于1920年，该建筑坐落于当时的天津英租界敦桥道（Tonbridge Road）（今和平区西安道93号），目前为重点保护等级历史风貌建筑和天津市文物保护单位。

## 建筑

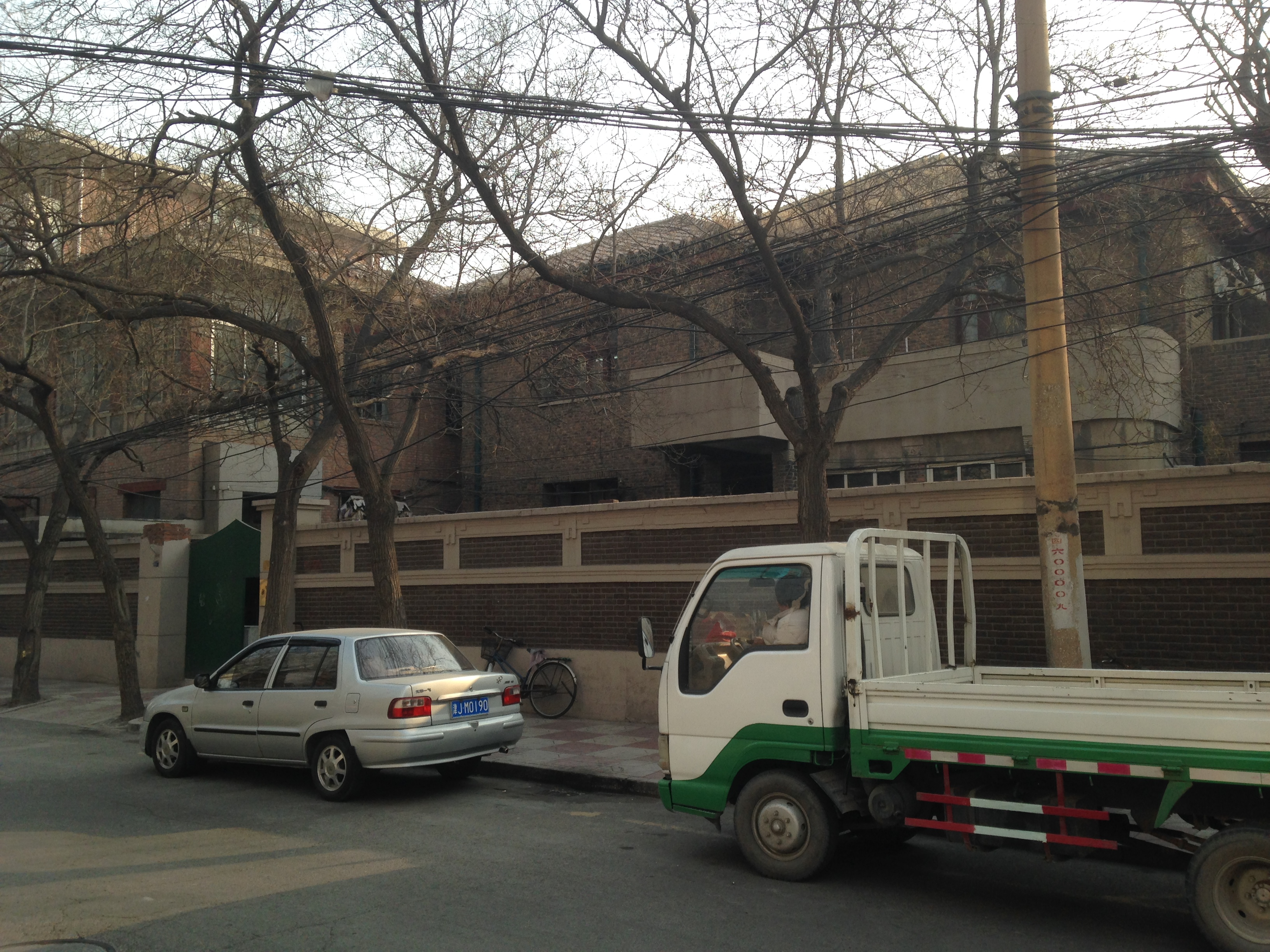

陈亦侯旧居由设计师沈理源设计，为二层楼房带地下室，建筑前后设有三个院子，前院建有汽车房、台球房等建筑，中院为花园。该建筑现为天津市胸科医院办公用房。